# Brookview
Brookview és una població dels Estats Units a l'estat de Maryland. Segons el cens del 2000 tenia 65 habitants.

## Demografia
Segons el cens del 2000, Brookview tenia 65 habitants, 26 habitatges, i 17 famílies. La densitat de població era de 627,4 habitants per km².
Dels 26 habitatges en un 23,1% hi vivien nens de menys de 18 anys, en un 57,7% hi vivien parelles casades, en un 3,8% dones solteres, i en un 34,6% no eren unitats familiars. En el 34,6% dels habitatges hi vivien persones soles el 19,2% de les quals corresponia a persones de 65 anys o més que vivien soles. El nombre mitjà de persones vivint en cada habitatge era de 2,5 i el nombre mitjà de persones que vivien en cada família era de 3,24.
Per edats la població es repartia de la següent manera: un 23,1% tenia menys de 18 anys, un 6,2% entre 18 i 24, un 26,2% entre 25 i 44, un 23,1% de 45 a 60 i un 21,5% 65 anys o més.
L'edat mediana era de 41 anys. Per cada 100 dones de 18 o més anys hi havia 72,4 homes.
La renda mediana per habitatge era de 51.719 $ i la renda mediana per família de 51.250 $. Els homes tenien una renda mediana de 28.125 $ mentre que les dones 31.875 $. La renda per capita de la població era de 14.288 $. Entorn del 8,3% de les famílies i el 14% de la població estaven per davall del llindar de pobresa.

## Poblacions més properes
El següent diagrama mostra les poblacions més properes.